# ギボシイソメ科
ギボシイソメ科 (Lumbrineridae) はイソメ目に属する多毛類の科である。
チロリ科に含まれるチロリ (多毛類) Glycera chirori などがギボシイソメと呼ばれることもあるが、本科とは近縁ではない。

## 形態
イソメ科やナナテイソメ科と同様の"Labidognath"と呼ばれるタイプの顎器を持つが、本科の顎器は左右対称であるのが特徴である。本科はイソメ目では基底的な系統に属し、派生的な系統に属するイソメ科などとは独立にこの顎器を進化させたと考えられている。
頭部に副感触手はなく、ほとんどの種では感触手も欠く。全体的な形態はイトゴカイ科と類似するが、本科は胸部と腹部の区別が存在しないことと、高度な顎器が存在することで区別できる。

## 分類
21属に340種が属する。
- Abyssoninoe Orensanz, 1990 - 6種
- Aeotearia - 1種 Aeotearia sulcaticeps Benham, 1927
- Augeneria Monro, 1930 - 6種
- Cenogenus Chamberlin, 1919 - 12種
- Eranno Kinberg, 1864 - 9種
- Gallardoneris Carrera-Parra, 2006 - 3種
- Gesaneris Carrera-Parra, 2006 - 1種 Gesaneris malayensis (Rullier, 1969)
- Helmutneris Carrera-Parra, 2006 - 2種
- Hilbigneris Carrera-Parra, 2006 - 3種
- Kuwaita - 4種
- Loboneris Carrera-Parra, 2006 - 1種 Loboneris pterignatha (Gallardo, 1968)
- Lumbricalus Frame, 1992 - 7種
- Lumbrinerides Orensanz, 1973 - 16種
- Lumbrineriopsis Orensanz, 1973 - 6種 ツシマギボシイソメ Lumbrineriopsis tsushimaensis
- Lumbrineris Blainville, 1828 - 約190種 ギボシイソメ Lumbrineris japonica
- Lysarete - 3種
- Ninoe Kinberg, 1864 - 33種 エラギボシイソメ Ninoe palmata
- Ophiuricola - 1種 Ophiuricola cynips Ludwig, 1905
- Paraninoe Levenstein, 1977 - 6種 シンカイギボシイソメ Paraninoe simpla
- Scoletoma Blainville, 1828 - 約20種
- Sergioneris Carrera-Parra, 2006 - 1種 Sergioneris nagae (Gallardo, 1968)